# Nefropatia
Nefropatia significa lesão ou doença do rim. Muitas são as doenças ou medicações que causam lesões ou doenças renais, por exemplo:
- Nefropatia diabética: lesão renal provocada pelo diabetes
- Nefropatia lúpica: lesão renal provocada pela doença lúpus eritematoso sistêmico (LES), uma doença do sistema imune.
- Nefropatia hipertensiva: lesão renal provocada pela hipertensão arterial
- Nefropatia por analgésicos: causada pelo uso continuado e abusivo de analgésicos ou de anti-inflamatórios não esteroides (ou de drogas que combinem os dois agentes).[1]

Tem a designação de nefropata a pessoa portadora de algum tipo de nefropatia. Nefrose é uma nefropatia não inflamatória. Nefrite é uma doença renal inflamatória.
E existem nefropatia crônicas.